# هوانگ جینی (مجموعه تلویزیونی)
هوانگ جینی (انگلیسی: Hwang Jini) یک درام کره ای درام کره‌ای است که از کی‌بی‌اس۲ در سال ۲۰۰۶ پخش شده‌است. این سریال بر اساس زندگی پر فراز و نشیب هوانگ جینی بود که در قرن شانزدهم در پادشاهی چوسون زندگی می‌کرد و تبدیل به معروف‌ترین گیسنگ در تاریخ کره شد.

## خلاصه داستان
هوانگ جینی فرزند نامشروع یک نجیب‌زاده و هیون گوم، یک گیسنگ کور است. گیسنگ خواننده، رقصنده و میزبانی است که زندگی خود را با پذیرایی از هوی و هوس طبقهٔ نخبگان (یانگبان) می‌گذراند. هیون گوم از ترس اینکه دختر خردسالش قدم‌های او را در پیش بگیرد و مصمم شد که وی را طوری بار بیاورد که چیزی بیش از یک بازیچه برای مردان باشد و جینی را به یک معبد کوهستانی دورافتاده فرستاد تا توسط یک راهب پیر مراقبت شود. اما یک روز، جینی هفت ساله از معبد دور می‌شود و با یک اجرای گیسنگ مواجه می‌شود و به سرنوشت خود کشیده می‌شود. جینی که از زیبایی آواز و رقص گیسنگ مجذوب و پریشان شده بود، فرار می‌کند و وارد خانهٔ گیبانگ یا خانه گیسنگ‌ها می‌شود، جایی که برای اولین بار با مادرش ملاقات می‌کند. در آنجا آنها دریافتند که او استعداد برجسته ای در رقص و بازی از خود نشان می‌دهد. از آن روز به بعد، جینی تمرین می‌کند تا به عنوان برترین گیسنگ در پادشاهی چوسون تبدیل شود. او زیر نظر ایم بائک-مو، یکی از بهترین رقصندگان دربار در پادشاهی و معلم سختگیر و ماهر در روان‌شناختی تحصیل می‌کند.
سپس جینی عاشق «کیم یون هو»، پسر یک نجیب‌زاده قدرتمند می‌شود، اما والدین پسر به دلیل تفاوت در موقعیت اجتماعی از پذیرش رابطه امتناع می‌ورزند. اولین عشق جینی هنگامی که یون هو در یک تلاش بیهوده برای فرار با او، به تراژدی مبتلا می‌شود، و یون هو در اثر سینه‌پهلو می‌میرد.
جینی که قادر به فراموش کردن یون هو نیست، دیگر تمایلی به رقصیدن ندارد. برای پنج سال آینده، او روزهای خود را صرف ساختن موسیقی و مکالمه با طبقه متوسط (در این راه به شدت ثروتمند می‌شود) و شبهای خود را در بدبختی و الکل غرق می‌کند. یک‌وقت در حالی که مست شده بود، تصمیم می‌گیرد خودش را بکشد، اما شاعر کیم جونگ هان او را نجات می‌دهد. پس از آن، جینی یک رابطه عاشقانه را با یونگ هان آغاز می‌کند. در همین حال، او به‌طور مداوم درخواست‌های بیوک کی سو، یکی از اقوام سلطنتی را که با او وابسته است، رد می‌کند و با بو یونگ، رقیبش در رقص و عشق درگیر می‌شود. در مواقع ضروری در کنار جینی محافظ فداکار وی یی سنگ قرار دارد. جینی بعداً در می‌یابد که نقشه‌های بائک-مو در مرگ عشقش یون هو سهیم بوده و حسادت و تلخی بین این دو ایجاد می‌شود.
در قرن شانزده در عصری که در کره با زنان به گونه ای رفتار می‌شد که گویی غیرقابل مشاهده هستند، هوانگ جینی به یک گیسنگ مشهور - خواننده-رقصنده-شاعر م تبدیل می‌شود. زیبایی، ذکاوت و عقل او را از ناچیزی به سمت بزرگترین اشراف‌زاده‌های پادشاهی چوسون سوق می‌دهد و سرانجام تحسین پادشاه چونگ‌جونگ چوسون و دربار او را به دست آورد. در یک جامعه بی رحم طبقاتی، هوانگ جینی زنی جلوتر از زمان خود بود که بی وقفه هنر را دنبال می‌کرد و زندگی را با رنگ‌های زیبا می‌دید. او در زمان حیات خود هم مورد احترام و تحقیر بود و هم اثر خود را در تاریخ بر جا گذاشت.